# Morse Code
Ne doit pas être confondu avec Alphabet morse.
Morse Code est un groupe rock progressif québécois, originaire de la ville de Québec. Il était composé au départ de Christian Simard (claviers et chant), Jocelyn Julien (guitare) qui sera remplacé par Daniel Lemay (guitare, flûte traversière et chœurs), Michel Vallée (basse et chœurs), ainsi que Raymond Roy (batterie). Ils publient 7 albums studio, dont les deux premiers en anglais (sans compter les 3 compilations), entre 1971 et 1995 avant de se dissoudre en 1996. 
Ils reviennent par la suite de façon épisodique, avant de se séparer à nouveau. Le claviériste Christian Simard décède le 10 décembre 2016 des suites d'un cancer du pancréas. Depuis, le groupe est de retour sur les planches en 2018 et donne des spectacles à nouveau au Québec avec deux membres de la formation classique, le bassiste Michel Vallée et le guitariste et flûtiste Daniel Lemay ainsi que de nouveaux musiciens ; Gilles « Greg » Beaudoin aux claviers, le chanteur et claviériste Mario Ruel et le batteur Gilles Simard, le frère de Christian.

## Biographie

### Origines (1967–1970)
Michel Roy à la basse, Guy DePont à la guitare ainsi que les frères Bergeron, Pierre à la batterie et André à la guitare solo jouent avec le groupe Les Pieds Nicklés, ils signent un contrat de disques en 1967 avec la nouvelle maison de disques MARS, du producteur et gérant Bob Chamberland. Après un premier single, Pourquoi je t'aime/Amour simple, pour lequel ils sont aidés par Gerry Boulet, qui venait tout  juste de s'acheter un orgue Hammond B3 mais il ne joua que sur ces deux chansons. Le groupe continue jusqu'en 1968, alors que Guy DePont quitte le groupe pour être remplacé par Christian Simard à l'orgue, et Raymond Roy à la batterie, en remplacement de Pierre Bergeron parti former le trio Love. 
Après la séparation des Pieds Nicklés, Christian Simard et Raymond Roy forment le groupe Les Maitres, avec Michel Vallée à la basse et Jocelyn Julien à la guitare. Ils publient trois singles en 1970, Un grand amour/Jolie Suzanne, Pour l'amour/Tu le sauras demain ces deux dernières chansons ayant été écrites paroles et musique par Christian Simard. Le Soleil d'été/Une nuit avec toi, la première est une version française du succès Show Me Your Hand de Richard William Wolff. Par la suite, le groupe Les Maitres se séparent et Christian propose de poursuivre l'aventure sous un autre nom, Morse Code Transmission et de laisser tomber le style yé-yé pour un rock plus musclé et plus proche des formations britanniques progressives telles que Genesis, Yes et Pink Floyd.

### Débuts (1971–1974)
Durant les premières années du groupe, soit 1971 et 1972, le groupe se produit comme groupe maison du bar Le Cercle électrique, à Québec. Ils enregistrent leur premier album en 1971, Morse Code Transmission, en anglais. Puis après un deuxième album toujours en anglais qui ne vend pas aussi bien, le groupe se retrouve sans contrat de disque alors que RCA ne renouvelle pas le contrat. Ils accompagnent pour un certain temps Jacques Salvail, reconnu pour son travail à l'émission hebdomadaire Jeunesse (anciennement connue comme Jeunesse d'aujourd'hui et animée au début par Pierre Lalonde). 
Après une longue tournée au Québec, Salvail et Morse Code se séparent. Mais plus tard le groupe, armé d'un nouveau contrat de disque avec Capitol Records, se retrouve en studio pour un premier 45 tours Cocktail et raccourcit leur nom pour devenir Morse Code, ils chantent dorénavant en français.

### Morse Code (1975–1995)
Puis ce sera la parution d'un premier album, La Marche des hommes, sorti en 1975, et sur lequel se retrouve, outre la pièce-titre, la fameuse Cérémonie de minuit et la pièce disco Cocktail, qui tournera à la radio. Entre-temps, Christian Simard ne chôme pas puisqu'il écrit des chansons ou compose des musiques pour des artistes québécois tels que Véronique Béliveau, Jean-Pierre Ferland, Jacques Salvail, Pierre Lalonde, Donald Lautrec, Suzanne Stevens, Ginette Reno et Céline Lomez, entre autres.
Le groupe poursuit avec les albums Procréation (qui renferme la longue suite éponyme de 25 minutes divisée en trois mouvements) et Je suis le temps, enregistré au Pays-de-Galles aux studios Rockfield. Toutefois, à partir de 1978, à la suite d'un manque de salles pour recevoir le groupe en concert au Québec, et une baisse d'intérêt du public dû à la vague disco, Morse Code se sépare. Il y aura un bref retour avec un nouveau claviériste en la personne de Marc Maheux et une tournée avec Asia, ainsi qu'un album Code Breaker en anglais, le groupe se retrouve finalement avec Christian Simard de retour, accompagné par son frère Gilles à la batterie jusqu'en 1990. Un dernier album, ...d'un autre monde... paraitra en 1995 avec la pièce Au pays des géants, avant la séparation du groupe la même année.

### Nouveau départ (depuis 2018)
Le claviériste Christian Simard décède des suites d'un cancer du pancréas, le 10 décembre 2016, à Québec,. Toutefois, le groupe décide de poursuivre le voyage et remonte sur les planches. 
En 2018, avec le bassiste chanteur original Michel Vallée et le guitariste flûtiste Daniel Lemay, le groupe se réunit autour des nouveaux musiciens Gilles Simard à la batterie - le frère de Christian Simard qui a fait partie du groupe entre les années 1987 à 1990 et en 1995, le claviériste Gilles « Greg » Beaudoin qui est aussi coordonnateur du Département de musique du Campus Notre-Dame-de-Foy à Québec ainsi que le chanteur Jean Ravel, qui a déjà joué dans les comédies musicales Notre-Dame-de-Paris, Starmania, La Légende de Jimmy et le spectacle Rock Story. Ils donnent des spectacles le 19 janvier 2018 à l’auditorium Jean-Pierre-Tremblay du Campus Notre-Dame-de-Foy, ainsi qu'au Centre culturel de l’Université de Sherbrooke (4 mars), au Gesù à Montréal (9 mars) et à l’École secondaire Dorval-Jean XXIII (16 mars). D’autres spectacles pourraient s’ajouter. Il est aussi possible que le groupe écrive éventuellement de nouvelles chansons pour un futur album.

## Discographie

### Singles
Les Pieds Nicklés
- 1967 : Pourquoi je t'aime/Amour simple - Avec la participation de Gerry Boulet à l'orgue.

Les Maîtres
- 1970 : Un grand amour/ Jolie Suzanne
- 1970 : Pour l'amour/Tu le sauras demain
- 1970 : Le Soleil d'été/Une nuit avec toi

Morse Code Transmission
- 1971 : Oh Lord/Fire Sign
- 1972 : Cold Society / Satan's Song

Morse Code
- 1975 : Qu'Est-Ce Que T'a Compris?/Une Goutte De Pluie
- 1975 : Cocktail/Cocktail (Disco Mix)
- 1976 : Punch/Image
- 1976 : Nuage/Intro : L'Eau Tonne
- 1976 : Prends Ton Temps/Demain Tout Va Changer
- 1976 : Qu'est-ce T'es V'nu Faire Ici?/Procréation III (Finale)
- 1977 : Picadilly Circus/Chevaliers D'Un Règne
- 1982 : Superstar/How Could I Ever Reach You Now?
- 1983 : Still On My Mind/Tough Times
- 1994 : L'Ombre Dans Ton Miroir - Single promo avec une seule pièce pour la radio.
- 1994 : Mémoire Du Sang
- ???? : La Course/Le Prisonnier - Date de sortie inconnue.

### Albums studio
Morse Code Transmission
Morse Code

### Collaborations
- 1972 : Mon amour, mon ami - single de Stéphanie - Christian Simard a écrit la musique. Morse Code joue sur cette chanson.
- 1974 : P'tit bout de langue Feeling de Jacques Salvail : Christian : claviers, arrangements, coproduction, direction artistique. Michel Vallée basse, Raymond Roy batterie.
- 1974 : Germain Gauthier de Germain Gauthier : Christian : Mellotron sur tout l'album.
- 1974 : J'ai envie de toi Single de Véronique - Christian a écrit la musique, les arrangements et orchestrations pour cette chanson.
- 1974 : L'Histoire de Boulik de Boulik : Christian : arrangements et orchestration.
- 1975 : Succès tout frais - Artistes variés - Album avec 2 chansons de Morse Code, Prends Ton Temps et Demain Tout Va Changer.
- 1975 : Lady Marmalade de Nanette Workman : Christian : Mellotron sur Rappelle-toi et Danser, Danser.
- 1975 : Capitaine Nô de Capitaine Nô : Christian : orgue Hammond et Mellotron sur tout l'album.
- 1975 : J'ai vingt ans (Instrumental) de Véronique Béliveau : Christian a écrit la musique pour cette chanson.
- 1976 : Difficile Deuxième album de Capitaine Nô - Avec Michel Lefrançois, André Proulx, Daniel Hétu et Bill Gagnon.
- 1976 :  S'il y avait un jour des jeux/On n'a pas parlé d'amour Single de Véronique Béliveau : Christian a écrit la musique des deux chansons.
- 1976 : Nous partirons en univers Single de Véronique Béliveau : Christian a écrit la musique et produit cette chanson.
- 1977 : J't'aime bien quand même/J'savais pas de Véronique Béliveau : Christian a écrit les musiques du single et l'a produit.
- 1977 : Si tu t'en vas demain/Si tu t'en vas demain (Instrumental) de Tex Lecor - Christian : Production.
- 1977 : Spacing Out With You Baby/Sha-La-La Loving You de Pierre Perpall - Production.
- 1977 : Qu'Est-ce que tu me chantes de bon/J'ai besoin - Single de Véronique Béliveau : Christian a écrit la musique et produit ce single.
- 1978 : Ça Pousse de Pierre Lalonde - Christian a écrit musique pour La Vie est belle.
- 1978 : Danser de Pierre Perpall : Christian : claviers.
- 1978 : Il me reste Single de Véronique Béliveau - Christian a produit cette chanson.
- 1979 : Fais de beaux rêves de Jean Robitaille : Christian : claviers, direction musicale, coproduction, composition.
- 1979 : On Part au Soleil/Avant Toi Single de Patrick Norman - Christian : arrangements.
- 1979 : Trying to Find A Way de Ginette Reno : Christian : claviers, coproduction. Michel Vallée basse, Raymond Roy batterie.
- 1979 : Aiko Aiko/Que vais-je devenir de Patrick Norman - Christian direction musicale.
- 1980 : Comme Une Femme/Ram Dam Di La Dam de Jacques Salvail - Production.
- 1980 : Je serai toujours là/Mon vieux copain (à mon ami Willie) de Patrick Norman - Production
- 1981 : Musique du Québec - Volume Cinq Artistes Variés - P'tit Bout De Langue de Gaston Rochon - Christian a écrit la musique pour cette reprise de la chanson de Jacques Salvail.
- 1986 : L'Amour c'est comme une chanson de Jacques Salvail : Christian, arrangements et direction de l'orchestre, a adapté les paroles de la chanson Il Faut Vivre Ensemble écrite originellement par les Bee Gees, puis a écrit la musique de 2 autres chansons  J'ai besoin de toi et La Plymouth.
- 1989 : Zabé Zabo/Zabé Zabo (Instrumental) de Patrick Zabé - Christian a écrit la musique.